# Alexander Wikentjewitsch Skworzow
Alexander Wikentjewitsch Skworzow (russisch Александр Викентьевич Скворцов; * 28. August 1954 in Gorki; † 4. Februar 2020) war ein russischer Eishockeyspieler, der nach seinem Karriereende als Trainer arbeitete.

## Karriere
Alexander Skworzow begann seine Karriere 1974 bei Torpedo Gorki. Hier spielte er, bis er 1989 und erzielte dabei insgesamt 244 Tore in 580 Spielen in der sowjetischen Liga.

### International
Am 18. August 1976 stand er in einem Spiel gegen Schweden zum ersten Mal für die sowjetische Eishockeynationalmannschaft auf dem Eis. Seine internationale Karriere wurde mit der Goldmedaille bei den Olympischen Winterspielen 1984 gekrönt. Bereits bei den Olympischen Winterspielen 1980 hatte er mit seiner Mannschaft beim legendären Miracle on Ice die Silbermedaille gewonnen. 1981 wurde er in die „Russische Hockey Hall of Fame“ aufgenommen.

### Als Trainer
Zwischen 1991 und 1994 war Skworzow Spielertrainer beim Kalix HF und betreute nach seinem Karriereende den Hammarby IF, IFK Munkfors und Osterroke.
Von April 2001 bis Mai 2003 war er Assistenztrainer bei Amur Chabarowsk. Parallel dazu war er ab 2002 beim Juniorenverein SDJUSCHOR Torpedo als Trainer angestellt. Zwischen 2004 und Dezember 2005 betreute er dann die Profimannschaft von Torpedo Nischni-Nowgorod als Cheftrainer. Anschließend war er bis 2008 weiter Juniorentrainer bei SDJUSCHOR.
Zwischen 2009 und 2012 war Skworzow Assistenztrainer beim HK Sarow in der zweiten Spielklasse.

## Karrierestatistik

### International
(Legende zur Spielerstatistik: Sp oder GP = absolvierte Spiele; T oder G = erzielte Tore; V oder A = erzielte Assists; Pkt oder Pts = erzielte Scorerpunkte; SM oder PIM = erhaltene Strafminuten; +/− = Plus/Minus-Bilanz; PP = erzielte Überzahltore; SH = erzielte Unterzahltore; GW = erzielte Siegtore; 1 Play-downs/Relegation; Kursiv: Statistik nicht vollständig)